# Église Sainte-Quitterie de Massels
L'église Sainte-Quitterie est une église catholique située à Massels, en France.

## Localisation
L'église est située dans le département français de Lot-et-Garonne, à Sainte-Quitterie, sur le territoire de la commune de Massels.

## Historique
L'église Sainte-Quitterie faisait partie d'une commanderie de l'ordre de Malte dont elle est le seul bâtiment encore existant.
L'église a été construite au XIIe siècle avec une nef unique. Elle a été augmentée au XVe siècle par l'ajout de deux chapelles latérales. La chapelle nord a été détruite avant 1668. La chapelle sud a servi de chapelle funéraire des seigneurs du château de Lacam.
Au XVIIIe siècle ont été ajoutés le porche et la sacristie.
À l'origine la nef était charpentée. La voûte a été construite à la fin du XVIIIe siècle ou au début du XIXe siècle. Le porche a été réparé en 1880.
À la demande du curé de l'église, des travaux de décapage des crépis qui couvraient à l'origine les murs de la nef romane et ceux de la chapelle ont fait apparaître à partir d'avril 1993 des peintures murales qui couvrent les quatre murs de la chapelle gothique. La partie iconographique de ces peintures sont sur le thème de la Passion du Christ.
L'édifice est inscrit au titre des monuments historiques en 1994 et classé en 1996,.

### Bibliographhie
- Michèle Pradalier-Schlumberger, Découverte de peintures murales dans l'église Sainte-Quitterie de Massels (Lot-et-Garonne), p. 187-190, Mémoires de la Société archéologique du Sud de la France, 1994, tome LIV ( lire en ligne).
- Georges Tholin, Supplément aux "Études sur l'architecture religieuse de l'Agenais", p. 22, imprimerie de Vve Lamy, Agen, 1883 (lire en ligne)
- Hélène Mousset, 083 - Massels, église Sainte-Quitterie, p. 109, revue Le Festin, Hors série Le Lot-et-Garonne en 101 sites et monuments, année 2014  (ISBN 978-2-36062-103-3)
- Michelle Gaborit, Peintures murales de l'église Sainte-Quitterie de Massels, p. 147-161, Revue de l'Agenais, 1997, tome 124